# Maserati Kubang GT Wagon
De Maserati Kubang GT Wagon is een cross-over-conceptauto van de Italiaanse autofabrikant Maserati uit 2003. Conform de naamgevingstraditie van Maserati werd deze wagen vernoemd naar een Javaanse wind.
De Kubang GT Wagon werd onthuld op het Autosalon van Detroit in 2003. De wagen was voorzien van een Maserati 4,2L V8-motor met 390 pk. Naast de sportieve eigenschappen van de GT Wagon, waaronder een laag zwaartepunt en een 48/52% gewichtsverdeling, waren er ook diverse SUV-kwaliteiten aanwezig zoals vierwielaandrijving en een modulair interieur met vijf zitplaatsen, met optioneel twee bijkomende zitplaatsen op een derde rij. De achterklep opende in twee delen: het onderste gedeelte kon afzonderlijk neergeklapt worden om het inladen van de kofferbak te vergemakkelijken of om langere objecten te kunnen vervoeren. Toch werd de GT Wagon niet als SUV beschouwd omdat dit niet verenigbaar was met de filosofie van een GT.
De GT Wagon was gebaseerd op het Audi A8-platform, maar het kwam nooit tot een concrete samenwerking tussen Maserati en Audi waardoor de productieplannen voor de Kubang GT Wagon in het water vielen. In 2011 deed Maserati een nieuwe poging met de Maserati Kubang conceptauto, een echte SUV die voortborduurde op de concepten die geïntroduceerd werden in de GT Wagon. Dat zou uiteindelijk resulteren in de Maserati Levante die in 2016 op de markt kwam.